# AE Lyncis
AE Lyncis (AE Lyn) es una estrella variable en la constelación de Lince.
Pese a estar en dicha constelación, recibe la denominación de Flamsteed 54 Camelopardalis.
Su magnitud aparente media es +6,49 y se encuentra a 342 años luz del sistema solar.

## Características
AE Lyncis es una estrella binaria cercana cuyas componentes son enanas amarillas de tipo espectral conjunto F8V.
La estrella primaria una temperatura efectiva de 6100 K y su masa es un 59% mayor que la masa solar.
Con un radio 3,20 veces más grande que el del Sol, rota con una velocidad igual o mayor de 12,9 km/s.
La estrella secundaria, algo más fría, tiene una temperatura de 5400 K y una masa prácticamente igual a la de su compañera.
Es ligeramente mayor en tamaño que su compañera —un 16% más grande— y gira sobre sí misma con una velocidad de rotación proyectada de 16,4 km/s.
El período orbital de esta binaria es de 10,12 días, siendo la órbita relativamente excéntrica (ε = 0,11).
El plano orbital se halla inclinado 60° respecto al plano del cielo.
Su edad se estima en 1200 millones de años y presenta una metalicidad muy parecida a la solar ([Fe/H] = -0,01).
AE Lyncis es una variable RS Canum Venaticorum cuyo brillo varía 0,06 magnitudes.
Asimismo, es brillante y activa como radiofuente.